# Club van Bern

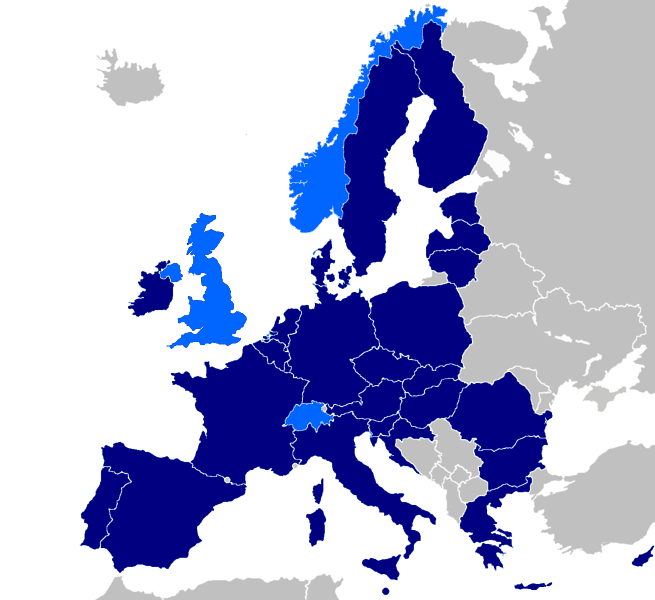
Leden van de Club de Berne sinds 2020:
Geen lid van de Europese Unie
Lid van de Europese Unie

De Club van Bern of Club de Berne (CdB) is een overlegorgaan bestaande uit de hoofden van de veiligheidsdiensten van de 27 leden van de Europese Unie plus die van Noorwegen, Zwitserland en, sinds de Brexit op 31 januari 2020, het Verenigd Koninkrijk. Voor Nederland neemt het hoofd van de AIVD deel aan dit overleg, voor België is dat het hoofd van de Staatsveiligheid.

## Taken en organisatie
De Club de Berne dient hoofdzakelijk om kennis en ervaringen uit te wisselen en prioriteiten te bepalen, niet alleen op het gebied van contra-terrorisme, maar ook met betrekking tot contra-proliferatie, contraspionage en cyberdreigingen. Specifieke operationele inlichtingen worden niet via de Club de Berne uitgewisseld.
De leden van de Club komen tweemaal per jaar bijeen en er zijn aparte werkgroepen voor terrorisme en georganiseerde misdaad. Daarnaast zijn er aparte bijeenkomsten waarop lagere medewerkers van de aangesloten diensten elkaar kunnen leren kennen om onder meer opleidingen op elkaar af te stemmen. De Club de Berne heeft geen rechtspersoonlijkheid, geen secretariaat en staat niet onder toezicht van de EU of van nationale parlementen.

## Geschiedenis
De Club de Berne werd in 1971 opgericht door Andries Kuipers, hoofd van de Nederlandse Binnenlandse Veiligheidsdienst (BVD), en André Amstein en Umberto Federico d'Amato als hoofden van de Zwitserse, resp. Italiaanse veiligheidsdienst. De organisatie begon als overlegorgaan waaraan de hoofden van de veiligheidsdiensten van de onderstaande negen landen deelnamen, terwijl het hoofdkantoor bij de BVD in Den Haag gehuisvest was:
| - België - Denemarken - Frankrijk | - Italië - Luxemburg - Nederland | - Verenigd Koninkrijk - Zweden - Zwitserland |

In 1971 werd door de leden van de Club de Berne, in samenwerking met de Israëlische diensten Shin Bet en Mossad, een versleuteld telexsysteem opgezet om waarschuwingen uit te wisselen in de strijd tegen het Palestijnse terrorisme door bijvoorbeeld de PFLP en Zwarte September. Van begin af aan deed ook het neutrale Zwitserland hieraan mee en later werden nog een reeks andere landen op dit systeem aangesloten. In 1974 werd aan het eerste systeem een tweede aangesloten, speciaal gericht op het bestrijden van terrorisme door extreemlinkse groepen als de RAF en de Rode Brigades.
Eind 1991 werd binnen de Club de Berne het zogeheten Quadriga-overleg gevormd, bestaande uit de vertegenwoordigers van het Verenigd Koninkrijk, Frankrijk, Duitsland en Nederland. Aanvankelijk was dit bedoeld om te rapporteren over de Europese integratie, later werd het gebruikt voor aangelegenheden op het niveau tussen bilateraal overleg en het overleg van alle leden gezamenlijk.
Na de aanslagen van 11 september 2001 werd door de ministers van Justitie en Binnenlandse Zaken (JBZ) van de aangesloten landen de meer gespecialiseerde Counter Terrorism Group (CTG) ingesteld.
Na de uitbreiding van de Europese Unie met 10 nieuwe landen in 2004, werden Hongarije, Slovenië, Tsjechië, Polen en Letland in 2005 ook toegelaten tot de Club de Berne, in 2006 gevolgd door de veiligheidsdienst van Litouwen.